# Pieter ten Cate
Pieter ten Cate (Scherpenzeel, 21 januari 1869 – Zutphen, 18 februari 1937) was een Nederlandse kunstschilder. Al op jonge leeftijd toonde Ten Cate een diepe passie voor natuur en schilderkunst.
Zijn opleiding genoot hij aan de Koninklijke Academie van Beeldende Kunsten in Den Haag. Hij ontving onderwijs van kunstschilders als H.O. van Thol en W.B. Tholen. Na zijn verhuizing naar Zutphen kreeg hij ook les van G.H. Breitner.
De stijl van Ten Cate werd beïnvloed door het impressionisme en postimpressionisme, en hij werd geprezen voor zijn gebruik van kleur, licht en penseelstreken. Zijn voorkeur ging uit naar landschappen en stillevens, die hij met olieverf op doek of paneel schilderde.
Ondanks dat Ten Cate tijdens zijn leven enige erkenning genoot, raakte zijn werk na zijn overlijden in 1937 in Zutphen enigszins in de vergetelheid. Pas later in de 20e eeuw werd zijn kunst herontdekt en opnieuw gewaardeerd. Tegenwoordig worden zijn schilderijen tentoongesteld in diverse kunstgalerijen.
Ook was Pieter ten Cate eerste luitenant bij de KNIL.
- Biografisch Portaal: 68987441
- RKD-Nederlands Instituut voor Kunstgeschiedenis: 15926